# Sant Martí i el pobre (Versions del taller)
Hi ha quatre variants del Sant Martí i el Pobre, basades en l'original de la Capella de San José, obra d'El Greco. Aquestes variants són de major o menor qualitat, segons la major o menor intervenció del mestre cretenc, del seu taller, i/o de Jorge Manuel Theotocópuli.

## Introducció
Segons Harold Wethey, de les quatre repeticions de l'obra mestra de la Capella de San José, les més fluixes són la que es trobava a l'antiga col·lecció Contini-Bonacossi i la del John and Mable Ringling Museum of Art. Als inventaris realitzats després de la mort d'El Greco, hi consten una obra d'aquesta temática a l'Inventari-I, i dues a l'Inventari-II.

### Versió de Washington
Oli sobre llenç; 104,3 x 60,3 cm.; National Gallery of Art, National Mall, Washington DC.
Obra d'El Greco amb àmplia intervenció del seu obrador.
Segons Harold Wethey, aquesta obra és una petita rèplica de l'original, el qual es troba també a la National Gallery of Art, a Washington. El fet que l'original i aquesta còpia estiguin al mateix museu, permet copsar la diferència de qualitat entre ambdues obres.

#### Procedència
- Baró Taylor (venda a París el 24 de febrer de 1880, nº22)
- Berheim Jeune, París.
- Andrew Mellon el va donar a la National Gallery de Washington.

### Versió de Chicago
Oli sobre llenç; 110 x 63 cm.; Institut d'Art de Chicago
Obra d'El Greco amb intervenció del seu obrador. Signat amb lletres cursives gregues, a la part inferior dreta: δομήνικος Θεοτοκó(.......) o sigui, doménikos theotokó(.......)
Aquesta obra degué ser ben valorada pel mestre, en tant la va signar donant-li així el seu aprovat. La qualitat d'aquesta obra ha millorat enormement des de la neteja de l'any 1953, en la qual es van eliminar elements espuris molt importants, com el bigoti de Sant Martí, que evidentment era un afegit posterior, i la part falsament restaurada de la signatura.

### Procedència
- Marquès de Perinat, Madrid (1915)
- Charles Deering, Chicago.
- Mr. and Mrs. Chauncey McCormick, Chicago.
- donat al Art Institute of Chicago l'any 1949

### Versió delJohn and Mable Ringling Museum of Art,Sarasota
Oli sobre llenç; 138 x 107 cm.; possible autoria de Jorge Manuel Theotocópuli.
El dibuix i el modelatge són pesats. Per altra part, el colorit trist correspon a les característiques emprades per Jorge Manuel, per exemple, en la versió del Sant Lluís Rei de França, actualment en el Museu del Greco.
Aquesta variant és bastant diferent de les dues anteriors, en tant a la dreta no hi ha representat un paisatge fluvial amb una sínia com a les dues obres anteriorment esmentades, sinó un gran obelisc, pintat de manera que suggereix marbre groc vetejat.
Això fa pensar en el monument funerari d'un personatge anomenat Martin. Difícilment es podia referir a Martín Ramírez, fundador de la Capilla de San José, perquè dins d'aquesta capella ja hi havia l'original en que es basa aquesta còpia, sense cap obelisc. Aquest obelisc també es pot referir a la tasca d'arquitecte de Jorge Manuel, tasca en la qual va excel·lir molt més, que no pas en la seva dedicació a la pintura.

#### Procedència
- John Singer Sargent, Londres
- Robert Treat Paine II, Boston

### Versió de l'antiga col·lecció Contini-Bonacossi
Oli sobre llenç; 106 x 64 cm.; possible autoria de Jorge Manuel Theotocópuli; 
La tècnica és la mateixa que la de l'escola d'El Greco. Els durs contrastos i la baixa qualitat suggereixen la intervenció de Jorge Manuel. El modelatge del cos del captaire és verdós, i les llums blanques són exagerades.

#### Procedència
- Comerciant de Madrid.
- Ifigenia Syngros; Atenes (1909)
- Durand Ruel, París.